# Sterculia populnifolia
Sterculia populnifolia är en malvaväxtart som beskrevs av William Roxburgh. Sterculia populnifolia ingår i släktet Sterculia och familjen malvaväxter. Inga underarter finns listade i Catalogue of Life.